# 17 Тетида
(17) Тетида е голям астероид от основния пояс. Той е С-клас астероид, по тази причина има относително ярка силикатна повърхност.
Открит е от Р. Лутер на 17 април 1852 г. Това е неговия първи открит астероид. Името му идва от Тетида, майката на Ахил от древногръцка митология.
Една окултация на Тетида е наблюдавана от Орегон през 1999.